# سمية نعمان جسوس
سمية نعمان جسوس هي اختصاصية علم اجتماع مغربية وكاتبة مقالات وتُعرف ب«بطلة» حقوق المرأة. اشتهرت ككاتبة كتاب «بعيداً تماماً عن العفة» الذي نُشر عام 1988 حول الحياة الجنسية للمرأة المغربية معتمدة في بحوثها الأكاديمية خلال الثمانينيات على خمسمائة امرأة من مختلف الأعمار والخلفيات الاجتماعية. سريعاً ما أصبح الكتاب الأفضل مبيعاً في المغرب برصيد أربعين ألف نسخة خلال خمسة أعوام، كما كان يعد ثورة في الصحافة الفرنسية نظراً لأنها أول مرة تقوم سيدة مسلمة بإطلاق الحق وتسمية الأشياء بمسمياتها.
تخرجت كدكتورة علم اجتماع في جامعة باريس 8 وتدّرس في كلية الآداب والعلوم الإنسانية التابعة لجامعة الحسن الثاني بالدار البيضاء. كما قامت بعمل أبحاث مكثفة حول حقوق المرأة، قانون الأسرة، حياة المرأة الجنسية وأيضاً الأحوال الاجتماعية للأمهات العازبات.
كانت سومية نعمان قد أطلقت حملة تهدف لانتقال الجنسية المغربية من الأم لأولادها، معارضة في الصحف عدم تطبيق هذا الحق مما أدى إلى تعديل القانون المدني أخيراً عام 2007.
كتبت الكثير من المقالات والعواميد الصحفية في مجلات المرأة المغربية مثل "نساء المغرب- فام دو ماروك"، «أسرة»، «مدنية- سيتادين»، «الاسرة الحالية»، " ايلي".
كما تظهر مقالاتها في صحيفة "مسور" الاسبانية. لُقبت فارسة كوسام الشرف عام 2005. هي متزوجة من الفيزيائي وعالم علم الإنسان المغربي «شكيب جسوس».

## أعمالها
- بعيداً تماماً عن العفة، والنشاط الجنسي الأنثوي في المغرب 1988[6]
- ربيع وخريف جنسي، 2000
- الحمل العار، 2011 (مع شكيب جسوس)
- نحن النساء وأنتم الرجال، 2013